# علیرضا ارجمندیان
علیرضا ارجمندیان (زادهٔ ۲۵ آوریل ۱۹۹۶) بازیکن فوتبال اهل ایران است.